# Hohenzethen
Hohenzethen ist ein Ortsteil der Gemeinde Stoetze im niedersächsischen Landkreis Uelzen. Es liegt südöstlich des Kernortes Stoetze an der Einmündung der Landesstraße L 252 in die B 191.
Als Baudenkmal ist das Wohnwirtschaftsgebäude Hohenzethen Nr. 39 ausgewiesen (vergleiche Liste der Baudenkmale in Stoetze).